# 山内隆宏
山内 隆宏（やまうち たかひろ、1984年2月1日 - ）は、日本の元男子バレーボール選手。

## 来歴
東海大四高校を経て、東海大学へ進学。大学では主将を務め、インカレで敢闘選手賞を獲得。2005年のユニバーシアード、アジアチャレンジカップに出場した。
大学卒業後の2006年にFC東京へ入団し、第8回V1リーグで新人賞を獲得した。
2012年現役を引退し、アシスタントコーチに就任。アシスタントコーチを1シーズン務めて退団した。
現在は北海高等学校で男子バレーボール部の顧問として指導している。

## 球歴・受賞歴
- 受賞歴
  - 2006年 - 第8回V1リーグ 新人賞

## 所属チーム
- 東海大四高校
- 東海大学
- FC東京（2006-2012年）